# 増田里絵
増田 里絵（ますだ りえ、1987年4月27日 - ）は、兵庫県姫路市出身の元女子プロ野球選手（内野手）。

## 経歴
赤穂高時代は、バドミントン部に所属。高校1年時には、兵庫県ベスト8に入り、全国大会にも出場。
小さい頃から野球が好きで、阪神タイガース鳥谷敬内野手に憧れ地元で草野球を始める。関西独立リーグに加盟していた明石レッドソルジャーズの試合を見に行った際に、選手の家族らを通して北川公一監督に硬式野球への思いを伝え、練習生としてチームに入団することが許された。当時勤めていた会社を辞め、23歳にして本格的に野球を始めた。2010年9月12日、支配下登録され、吉田えりに続く2人目の男性と同一チームでプレーする女性プロ野球選手となった。
2011年、明石の活動休止が決定し、自身もブログ内で野球から離れると語っていたが、紀州レンジャーズの石井毅監督から誘いを受け入団。野球を続ける決断をした。そして2011後期リーグ戦より同リーグに所属する韓国チーム、ソウル・ヘチへ移籍した。ソウル・ヘチは同年限りで活動を休止したが、増田はその後リーグの他球団に所属しておらず、動向は報じられていない。

## 背番号
- 19（2010年）
- 18（2011年）
- 28（2011年）